# 迷你裙 (偶像組合)
迷你裙（Mini Skirt）是由TOMY公司協力AKB48研究生創造的偶像組合，成員有竹內美宥、森杏奈和島田晴香3人。

## 組合概要
秋元康協力基於TOMY公司發售的遊戲機『星光少女 迷你裙（プリティーリズム・ミニスカート）』促進遊戲推銷的組合。同時，破例作為研究生且只是AKS所屬的派生組合。
- 2010年7月10日於国立代代木競技場第一体育館举办的AKB48 演唱會「サプライズはありません」首次披露、於同年7月18日的東京ビッグサイト的『東京おもちゃショー 2010』首次單獨活動出演[1]。
- 2010年7月27日的team A 6th Stage「目擊者」公演出作為墊場戲出演。
- 2010年10月的『星光少女 迷你裙』第2弾公布了3人遊戲内CG化的演出。該遊戲的广告也一起起用。
- 2010年12月5日參加日本玩具協會主辦的聖誕節活動被任命為「一日聖誕老人」。[2]

## 成員概況
- 竹内美宥（1996年1月12日－）※前Team 4，現Team B
- 森杏奈（1994年3月21日－）※前Team 4
- 島田晴香（1992年12月16日－）※前Team 4，現Team K

## 演出歌曲
1. ミニスカートの妖精

## 外部連結
- 星光少女官網 （页面存档备份，存于）